# Чапле-Ґурне
Чапле-Ґурне (пол. Czaple Górne) — село в Польщі, у гміні Корчев Седлецького повіту Мазовецького воєводства.
Населення — 161 особа (2011).
У 1975-1998 роках село належало до Седлецького воєводства.

## Демографія
Демографічна структура станом на 31 березня 2011 року:
|          | Загалом | Допрацездатний вік | Працездатний вік | Постпрацездатний вік |
| -------- | ------- | ------------------ | ---------------- | -------------------- |
| Чоловіки | 80      | 11                 | 51               | 18                   |
| Жінки    | 81      | 7                  | 40               | 34                   |
| Разом    | 161     | 18                 | 91               | 52                   |